# Махсима
Махсима (Мэхъсымэ) — слабоалкогольний напій, який є частиною національної кухні кабардинців (адигів, черкесів). Він відомий з давніх часів, до прийняття кабардинцями мусульманства. Сьогодні цей напій продовжують виготовляти за стародавніми рецептами в домашніх умовах.

## Приготування
Для приготування махсима використовуються кукурудзяні зерна, які промиваються і замочуються в теплій воді. Після того як зерна дадуть пагони, їх перемелюють і отримують солод. З цієї маси замішують тісто, додаючи в солод окріп. Після того як тісто охолоне, додають хміль, пшеничне борошно, перемішують і дають відстоятися. З отриманого тіста смажаться коржі на розігрітій і змащеній олією пательні. Коржі охолоджуються, розминаються, складаються у великий посуд і заливаються кип'яченої охолодженою водою, додається хміль.
Вся маса ретельно перемішується і ставиться ще на 2 доби під кришкою для бродіння. Далі ця маса проціджується з додаванням охолодженої кип'яченої води і цукру або меду. Все знову ставиться на 2 доби в тепле місце. Потім на вогні розжарюється черкеська шпажка і нею перемішується отримана маса кілька разів, що надає махсима додатковий особливий аромат, смак і колір.